# 2023 في السعودية
تحتوي هذه المقالة على أهم الأحداث التي شهدتها السعودية في 2023، إضافة إلى أهم الشخصيات السعودية التي وُلدت أو تُوفيت في هذه السنة.

## السياسة

### الحكم
الملك: سلمان بن عبد العزيز آل سعود

### تعيينات

#### يناير
- 3:
  - فيصل بن سعود المجفل، سفيرًا للسعودية لدى الكاميرون.[1]
  - فيصل بن عبد الله العامودي، سفيرًا للسعودية لدى إندونيسيا.[1]
  - فيصل بن حنيف القحطاني، سفيرًا للسعودية لدى كازاخستان.[1]
  - سلطان بن عبد الرحمن الدخيل، سفيرًا للسعودية لدى غانا.[1]
  - علي بن سعد القحطاني، سفيرًا للسعودية لدى زامبيا.[1]
  - سعد بن بخيت القثامي، سفيرًا للسعودية لدى كوت ديفوار (ساحل العاج).[1]
  - فراج نادر فراج بن نادر، سفيرًا للسعودية لدى الغابون.[1]
  - سلطان بن فهد بن خزيم، سفيرًا للسعودية لدى أستراليا.[1]
  - نسرين بنت حمد الشبل، سفيرًا للسعودية لدى فنلندا.[1]
  - فهاد بن عيد الرشيدي، سفيرًا للسعودية لدى غينيا.[1]
  - هيفاء بنت عبد الرحمن الجديع، سفيرة ورئيسة بعثة المملكة إلى الاتحاد الأوروبي وإلى الجمعية الأوروبية للطاقة الذرية.[1]

#### فبراير
- 2:
  - أيمن بن محمد السياري، محافظًا للبنك المركزي السعودي.[2]
  - فهد بن عبد الله المبارك، مستشارًا في الديوان الملكي بمرتبة وزير.[2]
  - 16: يوسف بن عبدالله البنيان، رئيساً لمجلس إدارة بنك المنشآت الصغيرة والمتوسطة.[3]

#### أبريل
- 2: فهد بن عبدالمحسن بن صالح الرشيد، مستشارًا بالأمانة العامة لمجلس الوزراء.[4]
- 2: عبدالعزيز بن حسن بن علي البوق، محافظًا للمؤسسة العامة للتأمينات الاجتماعية.[4]
- 9: فهد بن سعد بن عبدالله بن عبدالعزيز بن تركي، محافظًا للدرعية.[5]

#### أغسطس
- 8:
  - د. عبدالرحمن بن عبدالعزيز السديس، رئيسًا للشؤون الدينية بالمسجد الحرام والمسجد النبوي.[6]
  - د. توفيق بن فوزان الربيعة، رئيسًا لمجلس إدارة الهيئة العامة للعناية بشؤون المسجد الحرام والمسجد النبوي.[7]

#### ديسمبر
- 12:
  - سلمان بن سلطان بن عبد العزيز آل سعود، أميرًا لمنطقة المدينة المنورة بمرتبة وزير.[8]
  - فيصل بن سلمان بن عبد العزيز آل سعود، رئيسًا لمجلس إدارة دارة الملك عبد العزيز،[9] ورئيسًا لمجلس أمناء مكتبة الملك فهد الوطنية،[10] ومستشارًا خاصًا لخادم الحرمين الشريفين بمرتبة وزير.[8]
  - سعود بن مشعل بن عبد العزيز آل سعود، نائبًا لأمير لمنطقة مكة المكرمة.[8]
  - سعود بن بندر بن عبد العزيز آل سعود، نائبًا لأمير المنطقة الشرقية.[8]
  - خالد بن سعود بن عبد الله بن فيصل بن عبد العزيز آل سعود، نائبًا لأمير منطقة تبوك.[8]
  - خالد بن سطام بن سعود بن عبد العزيز آل سعود، نائبًا لأمير منطقة عسير.[8]
  - متعب بن مشعل بن بدر بن سعود بن عبدالعزيز آل سعود، نائبًا لأمير منطقة الجوف.[8]
  - عبد الرحمن بن عبد الله بن فيصل بن تركي بن فرحان آل سعود، محافظًا لحفر الباطن.[8]
  - هشام بن عبد الرحمن الفالح، مساعدًا لوزير الداخلية.[8]
  - خالد بن محمد بن عبد الله البتال، وكيلًا لوزارة الداخلية.[8]
  - خليل بن ابراهيم بن عبد الله بن سلمه، نائبًا لوزير الصناعة والثروة المعدنية لشؤون الصناعة.[8]
  - مساعد بن عبد العزيز بن عبد الله الداوود، أمينًا للعاصمة المقدسة.[8]
  - عبد الله بن مهدي بن علي جالي، أمينًا لمنطقة عسير.[8]
  - عبد الله أحمد المغلوث، مساعدًا لوزير الإعلام.[8]
  - يوسف بن صياح البيالي، نائبًا لرئيس الاستخبارات العامة لشؤون الاستخبارات.[8]
  - زهير بن محمد الزومان، مساعدًا لرئيس هيئة حقوق الإنسان.[8]

### الإعفاءات

#### فبراير
- 2: فهد بن عبد الله المبارك، محافظ البنك المركزي السعودي.[2]

### إبريل
- 2: الأمير أحمد بن عبدالله بن عبدالرحمن آل سعود، محافظ الدرعية.[4]
- 2: فهد بن عبدالمحسن بن صالح الرشيد، الرئيس التنفيذي للهيئة الملكية لمدينة الرياض.[4]
- 2: محمد بن طلال النحاس، محافظ المؤسسة العامة للتأمينات الاجتماعية.[4]

#### ديسمبر
- 12:
  - بدر بن سلطان بن عبد العزيز آل سعود، نائب أمير منطقة مكة المكرمة.[8]
  - أحمد بن فهد بن سلمان بن عبد العزيز آل سعود، نائبًا لأمير المنطقة الشرقية.[8]
  - منصور بن محمد بن سعد الثاني آل عبد الرحمن آل سعود، محافظ حفر الباطن.[8]

## أحداث

### يناير
- 3:
  - قيام عدد من السفراء المعينين بتأدية القسم أمام الملك سلمان بن عبد العزيز في قصر اليمامة بالرياض.
  - استقبال جماهيري لكريستيانو رونالدو في ملعب الأول بارك وذلك بعد انضمامه رسمياً لنادي النصر السعودي.[11]
- 4: إعلان أسماء الفائزين بجائزة الملك فيصل العالمية في فروعها الخمسة بحضور خالد الفيصل رئيس هيئة الجائزة.[12]
- 11: اعتماد «الجريش» الطبق الوطني السعودي و«المقشوش» الحلوى الوطنية السعودية من قِبل هيئة فنون الطهي.[13][14]
- 17: تحويل «المؤسسة العامة للحبوب» إلى هيئة باسم «الهيئة العامة للأمن الغذائي».[15][16]
- 31: موافقة مجلس الوزراء السعودي على تسمية عام (2023م) بـ«عام الشعر العربي».[17]

### فبراير
- 1: الاتحاد الآسيوي لكرة القدم يعلن فوز السعودية رسمياً باستضافة وتنظيم بطولة كأس آسيا 2027.[18]
- 6: انطلاق النسخة الثانية من فعاليات مؤتمر ليب بمشاركة العديد من الشركات المحلية والعالمية في مجال التقنية.[19]
- 14: الاتحاد الدولي لكرة القدم يعلن عن استضافة السعودية لكأس العالم للأندية 2023 خلال الفترة الممتدة بين 11 و 22 ديسمبر.[20]
- 16:
  - الإعلان عن إطلاق مشروع المربع الجديد في مدينة الرياض كأكبر داون تاون حديث في العالم.[21]
  - انطلاق بطولة الرياض الدولية لقفز الحواجز في مدينة الرياض.[22]
  - 25: إقامة سباق كأس السعودية 2023، وفوز الجواد بينثلاسا بالشوط الرئيسي بالسباق.[23]

### مارس
- 1: صدور أمر ملكي يقضي بأن يكون يوم الحادي عشر من شهر مارس من كل عام يوماً خاصاً بالعَلَم الوطني، باسم «يوم العَلَم».[24][25]
- 10: الاتفاق على استئناف العلاقات بين السعودية وإيران بعد انقطاع لسنوات منذ سنة 2016م على أن تكون عودة فتح السفارات والبعثات الدبلوماسية خلال مدة أقصاها شهرين.[26]
- 12: الإعلان عن تأسيس شركة لناقل جوي وطني جديد تحت اسم «طيران الرياض» من قِبل صندوق الاستثمارات العامة.[27]
- 19: انطلاق المرحلة الأولى من خدمة «حافلات الرياض» ضمن «مشروع الملك عبد العزيز للنقل العام».[28]

### أبريل
- 12: وزير الخارجية والمغتربين السوري فيصل المقداد يصل إلى مطار الملك عبد العزيز في جدة وذلك في أول زيارة إلى السعودية منذ 11 عاماً.[29]
- 13: الإعلان عن إطلاق أربع مناطق اقتصادية خاصة في كل من الرياض وجازان ورأس الخير ومدينة الملك عبد الله الإقتصادية.[30]

### أغسطس
- 24: مجموعة دول بريكس تدعو ست دول من بينها السعودية لعضويتها.[31]

### سبتمبر
- 20: إدراج محمية عروق بني معارض كأول موقع طبيعي ضمن قائمة اليونسكو للتراث العالمي في السعودية.[32]
- 25: ولي العهد محمد بن سلمان يطلق المخطط العام لمشروع «قمم السودة» وذلك لتطوير السودة وأجزاء من رجال ألمع في منطقة عسير.[33]

### أكتوبر
- 8: صدور أمرٍ سامٍ بإنشاء محمية الإمام فيصل بن تركي الملكية ضمن حدود ثلاث مناطق إدارية؛ منطقة عسير ومنطقة جازان ومنطقة مكة المكرمة بالإضافة إلى المياه الإقليمية التابعة في البحر الأحمر.[34]
- 20: أسبوع الأزياء الأول في السعودية، أُقيم في الرياض واستمر حتى يوم 23 أكتوبر 2023.[35][36]
- 28: افتتاح موسم الرياض لعام 2023.[37][38]

### نوفمبر
- 2: مركز الملك سلمان للإغاثة والأعمال الإنسانية يطلق الحملة الشعبية عبر منصة " ساهم" لإغاثة الشعب الفلسطيني في قطاع غزة.[39]
- 11: عقد قمة عربية إسلامية استثنائية في الرياض بخصوص الحرب على غزة.[40]
- 28: الإعلان عن فوز مدينة الرياض بتنظيم معرض إكسبو 2030.[41]

## وفيات

### يناير
- 15: شايع النفيسة، لاعب كرة قدم (و. 1962).[42]
- 29: عبد الإله بن سعود بن عبد العزيز آل سعود، أحد أبناء الملك سعود.

### فبراير
- 12: يوسف السالم، لاعب كرة قدم (و. 1985).[43]
- 28: عبده بسيسي، لاعب كرة قدم سابق ومدير الكرة بنادي أُحُد (و. 1977).[44]

### مارس
- 6: عبد الرحمن الأنصاري، عالم آثار ومؤرخ (و. 1935).[45]
- 9: الجوهرة بنت عبد العزيز آل سعود، ابنة عبد العزيز آل سعود ووالدتها حصة بنت أحمد بن محمد السديري.[46]
- 13: سالم مروان، لاعب كرة قدم (و. 1958).[47]
- 31: أسامة بن عبد المجيد شبكشي، سياسي وطبيب ودبلوماسي، شغل منصب وزير الصحة سابقاً (و. 1943).[48]

### أبريل
- 10: خالد بن محمد القصيبي، سياسي شغل منصب وزير الاقتصاد والتخطيط، وكذلك وزير البرق والبريد والهاتف سابقاً (و. 1935).[49]
- 17: عبد الوهاب بن إبراهيم أبو سليمان، فقيه ومؤرخ وأديب، عضو هيئة كبار العلماء وعميد كلية الشريعة بجامعة أم القرى سابقًا (و.1935).[50]

### مايو
- 8: محمد خليل القارئ، مُقرئ وإمام مسجد قباء وإمام مُكلّف بالمسجد النبوي سابقاً (و. 1966).[51]
- 15: فهد الحيان، منتج وممثل (و. 1971).[52]
- 28: عبد الرحمن آل الشيخ، سياسي وأكاديمي (و. 1942).[53]

### يونيو
- 23: ناصر بن محمد السلوم، وزير النقل سابقاً (و. 1940).[54]

### يوليو
- 2: طلال بن منصور بن عبد العزيز آل سعود، رجل أعمال وهو ابن منصور بن عبد العزيز آل سعود (و. 1950).[55]

### أغسطس
- 24: عبد العزيز بن عبد الله الدخيل، أكاديمي ومدير جامعة الملك فهد للبترول والمعادن سابقاً، وعضو مجلس الشورى السابق (و. 1940).[56]
- 31: محمد علي علوان، قاص وكاتب (و. 1950).[57]

### سبتمبر
- 16: خالد بن محمد بن عبد الله آل سعود، رئيس نادي الهلال السعودي سابقاً.[58]
- 23: منصور بن محمد الخريجي، كاتب ومترجم (و. 1935).[59]
- 24: هاني نقشبندي، صحافي وروائي وإعلامي (و. 1963).[60]
- 29: أحمد السريع، ممثل (و. 1936).[61]

### أكتوبر
- 16: عبد الكريم الخطيب، صحفي ومذيع وأديب ومؤرخ (و. 1933).[62]

### نوفمبر
- 10: يزيد بن سعود بن عبد العزيز آل سعود، مدير الشؤون الإعلامية بـ وزارة الداخلية سابقاً، وهو أحد أبناء الملك سعود (و. 1955).[63]
- 26: محمد المفدى، عالم لغوي (و. 1931).[64]

### ديسمبر
- 1: ممدوح بن عبد العزيز آل سعود، أمير منطقة تبوك سابقاً، وهو أحد أبناء عبد العزيز آل سعود ووالدته نوف الشعلان (و. 1939).[65]
- 13: بندر بن محمد بن سعود الكبير رئيس نادي الهلال السعودي سابقاً.[66]
- 18: محمد زايد الألمعي، شاعر وصحفي (و. 1958).[67]